# Milan Nitrianský
Milan Nitrianský (Prachatice, 13 dicembre 1990) è un calciatore ceco, difensore del Bad Leonfelden.

## Caratteristiche tecniche
È un difensore centrale di piede destro dotato di un tiro molto potente che può giocare anche come terzino destro o come mediano basso.

## Carriera

### Club

#### Repubblica Ceca
Inizia nelle giovanili della squadra del suo paese, il Tatran Prachatice da cui passa alle giovanili della Dynamo České Budějovice con cui esordisce nei professionisti.
Dopo aver difeso le maglie della squadra della città di České Budějovice e dello Zenit Čáslav, il 1º agosto 2011 è passato allo Slavia Praga per 400.000 euro.
Nel febbraio 2015, dopo aver firmato una sorta di pre-contratto con l'Avellino che lo vedrebbe passare alla società irpina al termine della stagione a parametro zero, lo Slavia Praga lo mette dapprima fuori rosa, per poi cederlo in prestito al Příbram, militante sempre nella massima serie ceca, fino a fine stagione.

#### Avellino
Il 9 giugno 2015 viene ufficializzato il passaggio all'Avellino, con cui firma un contratto triennale.
L'esordio coi biancoverdi in gare ufficiali avviene il 9 agosto, in Coppa Italia contro la Casertana. Chiude la sua esperienza irpina in Coppa Italia il 15 agosto al Renzo Barbera di Palermo dopo che i biancoverdi vengono eliminati per 2-1 dai padroni di casa.
Il 6 settembre esordisce anche in campionato nel derby contro la Salernitana. Il 19 dicembre, in occasione della trasferta contro il Como terminata 0-1, realizza la sua unica rete con la maglia dell'Avellino grazie ad una punizione tirata di potenza all'incrocio dei pali dai 30 metri. Il 2 marzo 2016 rescinde consensualmente il contratto che lo legava al club campano.

#### Ritorno in patria
Nel luglio 2016 firma un contratto con lo Slovan Liberec facendo così ritorno in 1. liga. Il 28 luglio esordisce con la nuova maglia in occasione della vittoriosa trasferta di Europa League contro gli austriaci dell'Admira Wacker Mödling subentrando al 78' a Daniel Bartl. Esordisce anche in campionato con la nuova maglia il 31 luglio, nella sconfitta esterna contro il Mladá Boleslav.
A metà stagione, nel gennaio 2017, cambia nuovamente società e si trasferisce alla squadra praghese del Bohemians 1905 con cui esordisce il 15 marzo contro il Viktoria Plzen.

#### Partick Thistle
Il 4 agosto 2017 lascia nuovamente la Repubblica Ceca e si trasferisce in Scozia per difendere i colori del Partick Thistle, squadra militante in Scottish Premiership.
Il giorno seguente, in occasione della trasferta di Edimburgo contro l'Hibernian, fa il suo debutto in campionato subentrando al 70' a Steven Lawless. Il 31 gennaio 2018 il club di Glasgow comunica la rescissione consensuale del contratto in essere.

#### Secondo ritorno in patria
Conclusa nuovamente un'esperienza all'estero senza portare a termine l'intera stagione, il 22 febbraio 2018 decide di firmare con la Dynamo České Budějovice, squadra militante in seconda divisione che lo aveva lanciato nel professionismo con cui esordisce in stagione il 9 marzo, subentrando a Ivo Táborský, nella sconfitta sul campo del Hradec Králové. Nel luglio dello stesso anno si accasa al Příbram, sua ex squadra militante in massima serie.
Dalla stagione 2018-19 gioca per lo Slavoj Vyšehrad.

#### Dilettantismo in Austria
AL termine del contratto che lo legava allo Slavoj Vyšehrad non riesce a trovare squadra tra i professionisti e decide di unirsi quindi alla compagine dilettantistica austriaca del SU Bad Leonfelden, rappresentativa dell'omonima cittadina, militante nella Landesliga Ost del Oberösterreichischer Fußballverband, la quinta serie austriaca.

### Nazionale
Ha militato in tutte le Nazionali giovanili, a partire dalla Under-18.

### Presenze e reti nei club
Statistiche aggiornate al 24 settembre 2021
| Stagione                     | Squadra                      | Campionato                   | Campionato | Campionato | Coppe nazionali | Coppe nazionali | Coppe nazionali | Coppe europee | Coppe europee | Coppe europee | Altre coppe | Altre coppe | Altre coppe | Totale | Totale |
| Stagione                     | Squadra                      | Comp                         | Pres       | Reti       | Comp            | Pres            | Reti            | Comp          | Pres          | Reti          | Comp        | Pres        | Reti        | Pres   | Reti   |
| ---------------------------- | ---------------------------- | ---------------------------- | ---------- | ---------- | --------------- | --------------- | --------------- | ------------- | ------------- | ------------- | ----------- | ----------- | ----------- | ------ | ------ |
| 2008-2009                    | Dyn. České Budějovice        | 1L                           | 4          | 0          | CRC             | ?               | ?               | -             | -             | -             | -           | -           | -           | 4      | 0      |
| 2009-2010                    | Zenit Čáslav                 | 2L                           | 15         | 0          | CRC             | ?               | ?               | -             | -             | -             | -           | -           | -           | 15     | 0      |
| 2010-2011                    | Dyn. České Budějovice        | 1L                           | 13         | 2          | CRC             | 0               | 0               | -             | -             | -             | -           | -           | -           | 13     | 2      |
| 2011                         | Dyn. České Budějovice        | 1L                           | 3          | 0          | CRC             | 0               | 0               | -             | -             | -             | -           | -           | -           | 3      | 0      |
| 2011-2012                    | Slavia Praga                 | 1L                           | 25         | 0          | CRC             | 0               | 0               | -             | -             | -             | -           | -           | -           | 25     | 0      |
| 2012-2013                    | Slavia Praga                 | 1L                           | 25         | 4          | CRC             | 2               | 0               | -             | -             | -             | -           | -           | -           | 27     | 4      |
| 2013-2014                    | Slavia Praga                 | 1L                           | 23         | 0          | CRC             | 5               | 0               | -             | -             | -             | -           | -           | -           | 28     | 0      |
| 2014-2015                    | Slavia Praga                 | 1L                           | 9          | 0          | CRC             | 0               | 0               | -             | -             | -             | -           | -           | -           | 9      | 0      |
| Totale Slavia Praga          | Totale Slavia Praga          | Totale Slavia Praga          | 82         | 4          |                 | 7               | 0               |               | -             | -             |             |             |             | 89     | 4      |
| 2015                         | Příbram                      | 1L                           | 12         | 1          | CRC             | 0               | 0               | -             | -             | -             | -           | -           | -           | 12     | 1      |
| 2015-2016                    | Avellino                     | B                            | 9          | 1          | CI              | 2               | 0               | -             | -             | -             | -           | -           | -           | 11     | 1      |
| 2016-2017                    | Slovan Liberec               | 1L                           | 7          | 0          | CRC             | 1               | 0               | EL            | 3             | 0             | -           | -           | -           | 11     | 0      |
| 2017                         | Bohemians                    | 1L                           | 3          | 0          | CRC             | 1               | 0               | -             | -             | -             | -           | -           | -           | 4      | 0      |
| 2017-2018                    | Partick Thistle              | SP                           | 7          | 0          | CS+LC           | 0+0             | 0+0             | -             | -             | -             | -           | -           | -           | 7      | 0      |
| 2018                         | Dyn. České Budějovice        | 2L                           | 13         | 0          | CRC             | 0               | 0               | -             | -             | -             | -           | -           | -           | 13     | 0      |
| Totale Dyn. České Budějovice | Totale Dyn. České Budějovice | Totale Dyn. České Budějovice | 33         | 2          |                 | 0               | 0               |               | -             | -             |             |             |             | 33     | 2      |
| 2018-2019                    | Příbram                      | 1L                           | 20+1       | 0          | CRC             | 3               | 0               | -             | -             | -             | -           | -           | -           | 24     | 0      |
| Totale Příbram               | Totale Příbram               | Totale Příbram               | 33         | 1          |                 | 3               | 0               |               | -             | -             |             |             |             | 36     | 1      |
| 2019-2020                    | Slavoj Vyšehrad              | 2L                           | 21         | 4          | CRC             | -               | -               | -             | -             | -             | -           | -           | -           | 21     | 4      |
| 2020-2021                    | Slavoj Vyšehrad              | 2L                           | 6          | 0          | CRC             | 1               | 0               | -             | -             | -             | -           | -           | -           | 7      | 0      |
| Totale Slavoj Vyšehrad       | Totale Slavoj Vyšehrad       | Totale Slavoj Vyšehrad       | 27         | 4          |                 | 1               | 0               |               | -             | -             |             |             |             | 28     | 4      |
| 2021-2022                    | Bad Leonfelden               | LO                           | 5          | 0          | -               | -               | -               | -             | -             | -             | -           | -           | -           | 5      | 0      |
| Totale carriera              | Totale carriera              | Totale carriera              | 240        | 12         |                 | 15              | 0               |               | 3             | 0             |             |             |             | 255    | 12     |

### Cronologia delle presenze e reti in Nazionale
| Cronologia completa delle presenze e delle reti in nazionale ― Rep. Ceca under 21 | Cronologia completa delle presenze e delle reti in nazionale ― Rep. Ceca under 21 | Cronologia completa delle presenze e delle reti in nazionale ― Rep. Ceca under 21 | Cronologia completa delle presenze e delle reti in nazionale ― Rep. Ceca under 21 | Cronologia completa delle presenze e delle reti in nazionale ― Rep. Ceca under 21 | Cronologia completa delle presenze e delle reti in nazionale ― Rep. Ceca under 21 | Cronologia completa delle presenze e delle reti in nazionale ― Rep. Ceca under 21 | Cronologia completa delle presenze e delle reti in nazionale ― Rep. Ceca under 21 |
| Data                                                                              | Città                                                                             | In casa                                                                           | Risultato                                                                         | Ospiti                                                                            | Competizione                                                                      | Reti                                                                              | Note                                                                              |
| --------------------------------------------------------------------------------- | --------------------------------------------------------------------------------- | --------------------------------------------------------------------------------- | --------------------------------------------------------------------------------- | --------------------------------------------------------------------------------- | --------------------------------------------------------------------------------- | --------------------------------------------------------------------------------- | --------------------------------------------------------------------------------- |
| 10-8-2011                                                                         | Mladá Boleslav                                                                    | Rep. Ceca under 21                                                                | 8 – 0                                                                             | Andorra under 21                                                                  | Qual. Europeo Under-21 2013                                                       | 1                                                                                 |                                                                                   |
| 11-10-2011                                                                        | Wrexham                                                                           | Galles under 21                                                                   | 1 – 0                                                                             | Rep. Ceca under 21                                                                | Qual. Europeo Under-21 2013                                                       | -                                                                                 |                                                                                   |
| 11-11-2011                                                                        | Erevan                                                                            | Armenia under 21                                                                  | 0 – 2                                                                             | Rep. Ceca under 21                                                                | Qual. Europeo Under-21 2013                                                       | -                                                                                 |                                                                                   |
| 25-4-2012                                                                         | Velké Bílovice                                                                    | Rep. Ceca under 21                                                                | 2 – 1                                                                             | Slovacchia under 21                                                               | Amichevole                                                                        | -                                                                                 | 46’                                                                               |
| 1-6-2012                                                                          | Jablonec nad Nisou                                                                | Rep. Ceca under 21                                                                | 2 – 1                                                                             | Montenegro under 21                                                               | Qual. Europeo Under-21 2013                                                       | -                                                                                 |                                                                                   |
| 7-9-2012                                                                          | Nikšić                                                                            | Montenegro under 21                                                               | 0 – 0                                                                             | Rep. Ceca under 21                                                                | Qual. Europeo Under-21 2013                                                       | -                                                                                 |                                                                                   |
| 12-10-2012                                                                        | Jablonec nad Nisou                                                                | Rep. Ceca under 21                                                                | 0 – 2                                                                             | Russia under 21                                                                   | Qual. Europeo Under-21 2013                                                       | -                                                                                 |                                                                                   |
| Totale                                                                            |                                                                                   | Presenze                                                                          | 7                                                                                 |                                                                                   | Reti                                                                              | 1                                                                                 |                                                                                   |